# Куинси (Калифорния)
Вижте пояснителната страница за други значения на Куинси.
Куинси (на английски: Quincy) е населено място и окръжен център на окръг Плумъс в щата Калифорния, Съединените американски щати.
Има население от 1879 жители (2000) и обща площ от 111 км² (41,2 мили²). Наречен е на град Куинси в щата Илинойс.